# Metteniusa
Die Metteniusa sind die einzige Pflanzengattung in der Familie der Metteniusaceae und umfasst sieben Arten, die in Südamerika heimisch sind.

## Beschreibung
Metteniusa sind immergrüne Bäume, die eine Wuchshöhe von 4 bis 20 Meter erreichen, ihre Äste sind korkporig, junge Zweige filzig behaart. Die wechselständig stehenden, gestielten Laubblätter sind ganzrandig. Der Blattstiel ist achszugewandt gerieft. Auf der achsabgewandten Oberfläche sitzen die Stomata in cyclocytischer Anordnung.
Die achselständige Blütenstände sind zymös und weisen zwei bis vier Tragblätter sowie zwei bis siebzehn aktinomorphe, zwittrige Blüten auf. Die fünf dachziegelartig liegenden Kelchblätter sind zu rund einem Drittel am Ansatz verwachsen und auf der Außenseite filzig behaart, die zurückgebogenen und auf der Innenseite rot filzig stark behaarten Kronblätter sind verwachsen, die Krone ist rund 2 Zentimeter lang.
Die fünf rund 0,8 Zentimeter Staubbeutel sind moliniform, die je drei Äste weisen also ähnlich den Flügeln einer Windmühle vom erhöhten Konnektiv im Zentrum weg, an dem sie an den Staubfäden verankert sind. Die Pollen sind tricolporat. Der oberständige Fruchtknoten ist einfächrig, ungewöhnlich ist die Lage der Samenanlage am oberen Ende des Fruchtblattes (Plazentation). Der große, fadenförmige Griffel ist kahl, die Narbe ist punktförmig.
Die Frucht ist eine fünfrippige Steinfrucht mit holzigem Endokarp. Die Samen haben reichlich weißes Endosperm.

## Verbreitung
Die Arten der Gattung finden sich in Costa Rica, Peru, Ecuador, Kolumbien und Venezuela in den östlichen Anden in Höhenlagen zwischen 160 und 2000 Meter.

## Systematik
Die Metteniusaceae werden innerhalb der Euasteriden I keiner Ordnung zugeteilt, ihre genaue systematische Position ist noch ungeklärt.
Die Familie umfasst nur eine Gattung mit sieben Arten:
- Metteniusa cogolloi Lozano: Sie kommt in Kolumbien vor.[1]
- Metteniusa cundinamarcensis Lozano: Sie kommt in Kolumbien vor.[3]
- Metteniusa edulis H.Karst.: Sie kommt von Kolumbien Ecuador und das nordwestliche Venezuela vor.[3]
- Metteniusa huilensis Lozano: Sie kommt in Kolumbien vor.[3]
- Metteniusa nucifera (Pittier) Sleumer: Sie kommt von Kolumbien bis Venezuela vor.[3]
- Metteniusa santanderensis Lozano: Sie kommt in Kolumbien vor.[3]
- Metteniusa tessmanniana (Sleumer) Sleumer: Sie kommt von Costa Rica bis Peru vor.[3]

## Botanische Geschichte
Gattung und Familie wurden 1859 erstbeschrieben durch Gustav Karl Wilhelm Hermann Karsten, Typusart ist Metteniusa edulis H.Karst. Der Gattungsname ehrt den Leipziger Botaniker Georg Mettenius (1823–1866). Die genaue systematische Position der Gattung war bis in die Gegenwart unklar, so wurde die Gattung unter anderem zu den Cardiopteridaceae und den Icacinaceae gestellt, die Anschauung als eigene Familie setzte sich jedoch mit Gustavo Lozanos Monografie 1988 durch, die wesentliches zur Kenntnis der Metteniusa beitrug.
Molekulargenetische Untersuchungen haben diese Einstufung bestätigt und platzierten die Familie als isoliertes basales Taxon einer Klade aus Lippenblütlerartigen, Nachtschattenartigen, Enzianartigen sowie Raublattgewächsen und Vahlia. Am nächsten verwandt sind jedoch die Oncothecaceae.